# 救命救急入院料
救命救急入院料（きゅうめいきゅうきゅうにゅういんりょう）は、救命救急センターにおいて重篤な救急患者に提供される高度な医療行為に対して算定される入院料である。
救命救急入院料の主な対象患者は、医師が救命救急入院が必要と認めた以下の状態の患者である。
- 意識障害または昏睡
- 急性呼吸不全または慢性呼吸不全の急性増悪
- 急性心不全（心筋梗塞を含む）
- 急性薬物中毒
- ショック
- 重篤な代謝障害（肝不全、腎不全、重症糖尿病など）
- 広範囲熱傷
- 大手術を必要とする状態
- 救急蘇生後
- その他、外傷や破傷風などで重篤な状態

この入院料には救命救急入院料1から救命救急入院料4までの種類があり、提供される医療体制や施設基準によって点数が異なる。
この入院料を算定するための施設基準は概ね以下の通りである。
- 都道府県が定める医療計画に基づき運営される救命救急センター内の一般病棟治療室であること。
- 治療室内に、重篤な救急患者の医療に必要な医師が常に配置されていること。なお、この医師は、勤務時間中は救命救急治療室以外の当直勤務を兼ねていないことが原則である。
- 看護師の数は、常に、入院患者4人に対し1人以上の割合で配置されていること。
- 重篤な救急患者への医療に必要な救急蘇生装置（気管内挿管セット、人工呼吸装置等）、除細動器、ペースメーカー、心電計、ポータブルX線撮影装置、呼吸循環監視装置などの十分な専用設備を治療室内に常時備え付けていること。
- 自家発電装置を有している病院であること。
- 電解質定量検査や血液ガス分析を含む必要な検査を常時実施できる体制が整っていること。
- 当該治療室に入院する患者について、重症度、医療・看護必要度（ハイケアユニット用）を継続的に測定し、評価を行っていること。
- 医療安全対策加算1に係る届出を行っている医療機関であること。
- 早期離床・リハビリテーション加算または早期栄養介入管理加算の届出を行っていること。

救命救急入院料には、患者の状態や実施される医療行為に応じて以下のような加算がある。
- 早期栄養介入管理加算 : 入室後早期に管理栄養士が医師、看護師、薬剤師等と連携し、栄養管理を行うことを評価したものである。
- 早期離床・リハビリテーション加算 : 多職種チームによる早期離床・リハビリテーションの取り組みを評価したものである。
- 小児加算 : 救命救急センター内に専任の小児科の医師が常時配置され、15歳未満の重篤な患者に対して救命救急医療が行われた場合に、入院初日に限り算定される。
- 重症患者対応体制強化加算 : 集中治療領域における重症患者対応の強化や人材育成に係る体制を評価したものである。
- 急性薬毒物中毒加算
- 救急体制充実加算

これらの加算は、より専門的で質の高い医療が提供されていることを評価するものである。なお、救命救急入院料の算定要件を満たさない患者が当該治療室に入院した場合は、入院基本料等が算定される。